# Teatr Polski w Poznaniu

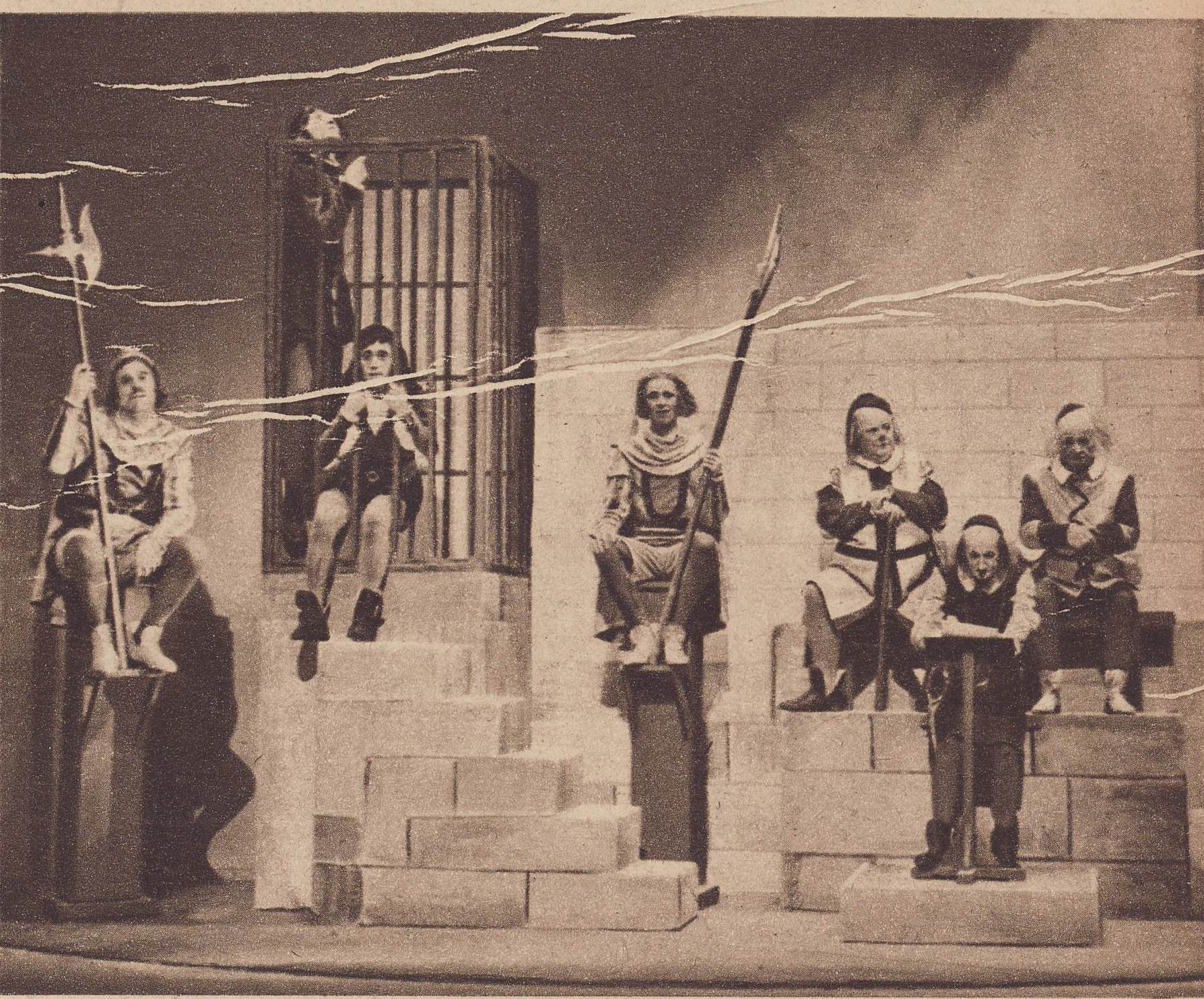
Scena z "Wiele hałasu o nic" z Teatru Polskiego w Poznaniu, 1947

Teatr Polski w Poznaniu – teatr dramatyczny działający w centrum Poznania od 1875 roku.

## Historia

### Lata 1875–1914
Zbudowany w latach 1873–1875 po długoletnich staraniach na uzyskanie zgody rządu pruskiego, według projektu Stanisława Hebanowskiego. Teatr Polski w Poznaniu miał początkowo charakter Sceny Narodowej pod pruskim zaborem. Obecnie jest teatrem miejskim. Gmach w stylu włoskiego renesansu. Budynek stanął na podwórzu kamienicy w Poznaniu przy ul. 27 Grudnia (wówczas ul. Berlińska). Dziś jest widoczny, ponieważ kamienica frontowa została zburzona (co jest krytykowane, gdyż jego projekt przewidywał umiejscowienie przy zamkniętym dziedzińcu). Początkowo pełna nazwa teatru brzmiała Teatr Polski w ogrodzie Potockiego w Poznaniu dla upamiętnienia jednego z darczyńców – Bolesława hrabiego Potockiego, który przekazał swój ogród na rzecz spółki budującej teatr. Pieniądze uzyskane z jego sprzedaży przekazano na zakup parceli pod budowę. Budowa została sfinansowana ze składek społecznych (świadczy o tym napis „Naród Sobie”). Teatr pełnił ważną funkcję w zachowaniu polskości, będąc stałą sceną, na której wystawiano w języku polskim, od 1925 roku obowiązuje skrócona nazwa – Teatr Polski w Poznaniu. Uroczyste otwarcie teatru z udziałem licznie zgromadzonej widowni, nastąpiło o godzinie 19 w dniu 21 czerwca 1875 roku a otwarcia i krótkiej przemowy, dokonał Prezes Honorowy, Adolf Bonifacy Bniński. „Po małej przerwie rozpoczęło się widowisko sceniczne: Wąsy i peruka Józefa Korzeniowskiego, wykonane siłami amatorskiem i zakończone żywym obrazem, przedstawiającym Obronę Trembowli”.
25 września 1875 roku ma miejsce uroczysta inauguracja stałej sceny zawodowej spektaklem Zemsty Fredry; okolicznościowy prolog napisał Józef Kościelski, zagrano też jeden z polonezów Chopina i specjalną kompozycję Henryka Jareckiego; dyrekcję na dwa sezony objęli dwaj aktorzy galicyjscy: Karol Doroszyński ze Lwowa i [Władysław Terenkoczy] z Krakowa; po ustąpieniu Terenkoczego Doroszyński prowadził teatr do 1881 roku – prof. Dobrochna Ratajczakowa „Teatr Polski w Ogrodzie Potockiego”.
Pierwszy sezon teatralny zaplanowano z myślą o widzach z warstwy ziemiaństwa i inteligencji. Kolejne jednak przygotowywano już myśląc o potrzebach największej publiczności – ubogiego mieszczaństwa. Teatr Polski stał się „teatrem ludowym”, grając polskie komedie kontuszowe, moralizatorskie wodewile oraz wystawiając sceny z historii ojczyzny. Taki charakter teatru zachował się do początku wieku XX. Do czasu wybuchu I wojny światowej program skupiał się na widowni mieszczańskiej.

### Lata dwudzieste i okres powojenny
W okresie dwudziestolecia międzywojennego teatr, pod kierownictwem Bolesława Szczurkiewicza, z powodzeniem rywalizował z Teatrem Nowym i innymi poznańskimi scenami. W 1929 (na PeWuKę) gmach zmodernizowano i dobudowano przedsionek wejściowy z kasami (autorem projektu był Stefan Cybichowski).
Gmach ocalał w czasie II wojny światowej i teatr wznowił swoją działalność w kwietniu 1945 roku. Inauguracja pierwszego po okupacji niemieckiej sezonu nastąpiła 27 kwietnia 1945 (piątek), kiedy to zagrano sztukę Uciekła mi przepióreczka autorstwa Stefana Żeromskiego w reżyserii zbiorowej. Zagrali m.in. Aleksander Dzwonkowski, Józef Kostecki i Zygmunt Noskowski. Aktorzy występowali w większości we własnych ubraniach. Na widowni zasiedli m.in. Feliks Widy-Wirski i Feliks Maciejewski. Odśpiewano też hymny – polski i radziecki. W powojennych latach scena Teatru Polskiego była jedną z najciekawszych w Polsce. Nawiązano współpracę ze scenografami: Janem Kosińskim, Andrzejem Cybulskim i Andrzejem Stopką. W czasach powszechnego socrealizmu we wszelkich dziedzinach życia, za sprawą Wilama Horzycy kierującego sceną w latach 1948–1951, mówiło się o Teatrze Polskim, że to jedno z nielicznych miejsc, w którym uprawia się prawdziwy teatr.
Filią poznańskiego Teatru Polskiego był Teatr im. Juliusza Osterwy w Gorzowie Wielkopolskim (w latach 1948–1960) oraz Teatr Nowy w Poznaniu (w latach 1962–1972).

## Sceny
- Duża Scena
- Malarnia – scena kameralna teatru otwarta w połowie lat 80. XX wieku, mieści ponad 100 osób.
- Galeria – scena przeznaczona jest przede wszystkim na prezentacje małoobsadowych spektakli, współczesnej, najnowszej dramaturgii, a także czytań scenicznych w ramach projektu „Nowe stulecie – nowe dramaty”. Widownia Galerii mieści 40 osób.
- Piwnica pod Sceną – przestrzeń otwarta pod kierownictwem artystycznym Macieja Nowaka (2015)[12][13].

## Projekty teatralne
- Europejskie Spotkania Teatralne „Bliscy Nieznajomi” – pierwszy w Poznaniu międzynarodowy festiwal teatrów repertuarowych, którego tematyczna formuła jest głosem w dyskusji na temat aktualnych problemów z zakresu historii, kultury i wzajemnych relacji między narodami Europy.
- Ogólnopolski Konkurs Polskiej Dramaturgii Współczesnej „Metafory Rzeczywistości” – ideą konkursu jest połączenie oryginalnej twórczości dramaturgicznej z praktyczną realizacją teatralną. Po każdej edycji konkursu jeden z finałowych tekstów zostaje wystawiony w Teatrze Polskim w następnym sezonie.
- Nowe stulecie – nowe dramaty – składają się na nie cykliczne spotkania poświęcone współczesnej dramaturgii europejskiej. W ramach spotkań organizowane są próby czytane tekstów dramaturgów uznanych w swoich rodzinnych krajach i za granicą. Często dramaty, które przybliża widzom Teatr Polski w Poznaniu, są pierwszą prezentacją w języku polskim. Publiczność ma również okazję porozmawiać z autorami lub tłumaczami prezentowanych sztuk.
- Dawne dramaty – nowe czytania – którego celem jest ukazanie klasyki w nowym świetle, odczytanie jej poprzez doświadczenia i sposób widzenia współczesnego świata przez młodych reżyserów.

## Kierownictwo artystyczne Teatru Polskiego

### Dyrektorzy

#### XIX wiek
- 1. Karol Doroszyński (1875–1881)
- 2. Łucjan Kościelecki (1881–1882)
- 3. Aleksander Podwyszyński (1882–1883)
- 4. Franciszek Dobrowolski (1883–1896)
- 5. Edmund Rygier (1896–1908)

#### XX wiek
- 6. Andrzej Lelewicz (1909–1912)
- 7. Nuna Młodziejowska-Szczurkiewiczowa (1912–1914)
- 8. Bogumił Bieczyński (1916–1918)
- 9. Bolesław Szczurkiewicz (1918–1933)
- 10. Robert Boelke (1933–1938)
- 11. Władysław Stoma (1938–1939, 1945–1948)
- 12. Wilam Horzyca (1948–1951)
- 13. Tadeusz Muskat (1951)
- 14. Władysław Woźnik (1951–1953)
- 15. Aleksander Gąssowski (1953–1956)
- 16. Roman Sykała (1956–1958)
- 17. Tadeusz Byrski (1958–1959)
- 18. Jan Perz (1959–1963)
- 19. Marek Okopiński (1963–1967)
- 20. Jerzy Zegalski (1967–1970)
- 21. Andrzej Ziębiński (1970–1971)
- 22. Zbigniew Pawlak (1971–1973)
- 23. Roman Kordziński (1973–1981)
- 24. Mikołaj Grabowski (1981–1982)
- 25. Grzegorz Mrówczyński (1982–1993)
- 26. Zbigniew Jaśkiewicz (1993–1997)
- 27. Lech Raczak (1997–1998)
- 28. Waldemar Matuszewski (1998–2000)[14]
- 29. Andrzej Szczytko (2000)[15]
- 30. Paweł Wodziński (2000–2003)[16]

#### XXI wiek
- 31. Paweł Szkotak (2003–2015)
- 32. Marcin Kowalski (od 2015)

### Wicedyrektorzy

#### XIX wiek
- 1. Władysław Terenkoczy (1875–1877)
- 2. Józef Rychter (1883–1884)

#### XX wiek
- 3. Bolesław Szczurkiewicz (1912–1914)
- 4. Roman Żelazowski (1920–1922)
- 5. Teofil Trzciński (1932–1933)
- 6. Maksymilian Piotrowski (1933–1938)
- 7. Irena Byrska (1958–1959)
- 8. Jerzy Stasiuk (1993–1995)
- 9. Lech Raczak (1995–1997)
- 10. Andrzej Szczytko (1998–2000)
- 11. Paweł Łysak (2000–2003)

#### XXI wiek
- 12. Joanna Nowak (2003–2013)
- 13. Maciej Nowak (od 2015)

## Zespół artystyczny Teatru Polskiego
| Aktorzy (sezon 2019/2020) | Aktorzy współpracujący (sezon 2019/2020) | Byli aktorzy |
| --- | --- | --- |
| - Mariusz Adamski - Konrad Cichoń - Piotr B. Dąbrowski - Michał Kaleta - Wojciech Kalwat - Piotr Każmierczak - Barbara Krasińska - Teresa Kwiatkowska - Jakub Papuga - Barbara Prokopowicz - Monika Roszko - Paweł Siwiak - Andrzej Szubski - Ewa Szumska - Kornelia Trawkowska - Katarzyna Węglicka - Wiesław Zanowicz | - Kamil Matusewicz - Michał Sikorski - Alona Szostak - Elżbieta Węgrzyn - Sylwia Koronczewska-Cyris - Marcin Ryl-Krystianowski - Sylwia Zajkowska - Agnieszka Kwietniewska - Tadeusz Falana - Zuzanna Saporznikow - Jan Peszek - Edwin Petrykat - Krystian Durman - Grzegorz Dowgiałło - Adam Chełminiak - Magdalena Woleńska - Sonia Roszczuk - Alex Freiheit - Anna Biernacik - Łukasz Chrzuszcz - Przemysław Chojęta - Marcin Czarnik - Joanna Drozda - Elwira Janasik - Kaya Kołodziejczyk - Piotr Nerlewski - Ewelina Pankowska - Małgorzata Peczyńska - Jacek Poniedziałek - Henryk Rajfer - Olga Rusin - Anna Sandowicz - Jerzy Walczak - Anna Wojnarowska - Małgorzata Zielińska | - Krzysztof Banaszyk - Filip Bobek - Irena Dudzińska - Michał Grudziński - Adam Hanuszkiewicz - Mieczysław Hryniewicz - Zina Kerste - Włodzimierz Kłopocki - Leszek Lichota - Henryk Machalica - Ignacy Machowski - Zygmunt Maciejewski - Kazimiera Nogajówna - Łukasz Pawłowski - Mariusz Puchalski - Janusz Rewiński - Mariusz Sabiniewicz - Jerzy Schejbal - Stanisław Sieniakiewicz - Józef Strumiński - Andrzej Szczytko - Kazimierz Talarczyk - Krystyna Tkacz - Zbigniew Waleryś - Edward Warzecha - Piotr Wypart - Robert Więckiewicz - Halina Winiarska - Piotr Zawadzki |